# Agathodaimon (groupe)
Agathodaimon est un groupe de black metal et metal gothique allemand.

## Biographie

### Débuts (1995–2001)
Le groupe débute en septembre 1995 lorsque le guitariste Sathonys et le percussionniste Matthias décide de former un groupe de death metal avec des arrangements harmonieux (death metal mélodique). Pour trouver des musiciens, ils mettent plusieurs annonces dans des magazines spécialisés. Deux personnes répondent : le bassiste Marko Thomas et le claviériste et chanteur Vlad Dracul. Le dernier membre de la formation sera le second guitariste, Hyperion, qui les rejoint à la fin de l'année. Sous cette formation, le groupe enregistre la démo Carpe Noctem, qui reçoit de bonnes critiques de la presse spécialisée allemande. La démo attire également l'attention des responsables du label Century Media Records qui gardent un œil sur le groupe. Par la suite, Agathodaimon joue dans des concerts mineurs et en première partie de groupes européens. Finalement, le groupe reçoit une offre de Century Media pour financer l'enregistrement de leur deuxième démo. Cette démo est enregistrée au début de l'année 1997 sous le titre Near Dark. Elle attire l'attention de plusieurs labels, dont Nuclear Blast avec qui le groupe décide de signer.
Après avoir composé les chansons de leur premier album Blacken the Angel, l'un des membres d'Agathodaimon, Vlad, est obligé de quitter le groupe à cause d'un problème d'immigration. Après être retourné dans son pays d'origine, la Roumanie, il se voit refuser l'autorisation de revenir en Allemagne, sous le prétexte qu'il avait quitté la Roumanie pour échapper au régime Ceaușescu et, ce dernier n'existant plus, il n'était plus considéré comme réfugié politique. Le groupe est obligé de faire appel à des musiciens de remplacement pour enregistrer leur premier album. Akaias (d'Asaru) au chant et Marcel « Vampallens » (de Nocte Obducta) pour les claviers. La participation de Vlad sur l'album se réduit à une seule chanson solo, Contemplation Song, qu'il a fait parvenir au groupe par courrier aérien. L'album a un certain impact et Agathodaimon fait plusieurs tournées avec des groupes tels Children of Bodom et Hypocrisy. Au plus haut du succès de l'album, ils font la première partie de Dimmu Borgir, Lacrimosa ainsi que d'autres groupes.
En 1999, Vampallens décide de quitter le groupe pour se consacrer à son projet principal, Nocte Obducta. Il est remplacé par un claviériste féminine, Christine S. Pour enregistrer leur deuxième album - Higher Art of Rebellion - le groupe se rend en Roumanie, pour pouvoir jouer avec Vlad. Le chanteur Akaias participe également à l'enregistrement de l'album, de la même manière que le chanteur Dan Byron fait les voix claires. L'enregistrement se fait au Magic Sound de Bucarest. Suit une tournée européenne, en tant que tête d'affiche, avec Graveworm et Siebenbürgen.
Après une courte pause, le groupe enregistre l'album Chapter III en 2001 au Kohlekeller Studio en Allemagne.

### Albums et séparation (2002–2014)
Quelques changements dans la structure du groupe suivent : Vlad quitte définitivement le groupe, suivi par Marko et Christine. Marko à cause de problèmes de santé qui lui font abandonner la musique, et Christine pour former son propre groupe Demonic Symphony, dans lequel elle joue de la guitare basse et chante. Marko et Christine sont remplacés par Darin Smith et Felix Ü. Walzer. En 2004, le groupe produit l'album Serpent's Embrace, qui est également enregistré au Kohlekeller Studio avec Kristian Kohlmannslehner à la production.
Au début de l'année 2006, Eddy quitte le groupe à la suite de dissensions personnelles avec les autres membres. Un nouveau bassiste, Till (formellement actif avec Misanthropic, pour lequel Matthias joue également de la batterie de temps à autre) rejoint les rangs. La sortie de l'album est agendée pour mars 2009. Le chanteur et guitariste Frank « Akaias » Nordmann les abandonne en janvier 2007 pour suivre d'autres intérêts musicaux. Matthias et Jonas quittent le groupe en 2008. Manuel Steitz se charge de la batterie. En octobre 2008, le groupe annonce qu'il a recruté un nouveau chanteur, Ashtrael.
En 2010, Jan Jansohn quitte le groupe. Le 28 juin 2013 sort leur album In Darkness. Le 19 octobre 2014, ils annoncent la fin du groupe sur la page d'accueil de son site web.

## Membres

### Derniers membres
- Sathonys - guitare, voix claire
- Jan Jansohn - guitare
- Felix Ü. Walzer - clavier
- Manuel Steitz - batterie
- Ashtrael - chant

### Anciens membres
- Vlad Dracul - chant, clavier
- Marcel « Vampallens » - clavier
- Christine S. - clavier
- Marko Thomas - basse
- Darin « Eddie » Smith - basse
- Hyperion - guitare
- Frank Nordmann (Akaias) - chant, guitares (1998–2007)
- Byron - voix claires (sur Higher Art of Rebellion)[8]
- Matthias R. - batterie
- Jonas Iscariot - chant

## Discographie
- Carpe Noctem - Demo I (1996)
- Near Dark - Demo II (1997)
- Tomb Sculptures(1997)
- Blacken the Angel (1998)
- Higher Art of Rebellion (1999)
- Chapter III (2001)
- Serpent's Embrace (2004)
- Phoenix (2009)
- In Darkness (2013)
- The Seven (2022)